# Öljei Temür Khan
Bản Nhã Thất Lý (Öljei Temür Khan) (tiếng Mông Cổ: Өлзийтөмөр хаан), Bunyashir Khan (tên đầy đủ: Bunyashiri, 1379-1412) là một Khả hãn của nhà Bắc Nguyên tại Mông Cổ. Ông là con trai của Elbeg Nigülesügchi Khan và em trai của Gün Temür Khan. Ông là một trong những hoàng thân của dòng dõi Bột Nhi Chỉ Cân (Borijin), như Tokhtamysh và Temür Qutlugh, được Timur hậu thuẫn để giành lấy ngai vàng.

## Thời trẻ
Tsagaan Sechen nói rằng Bunyashiri (Buyanshir) sinh năm 1379. Hai mươi năm sau khi sinh ra, cha của ông, Elbeg Nigülesügchi Khan, đã bị sát hại bởi những người Oirat (Ngõa Lạt) do Bahamu và Guilichi cầm đầu. Năm 1402, anh trai của ông, Gün Temür Khan, cũng bị giết bởi Örüg Temür Khan Guilichi trong cuộc đấu tranh giành vương miện.

### Chuyển sangđạo Hồi
Do ảnh hưởng từ những cuộc đấu đá nội bộ của người Mông Cổ, hoàng tử sơ sinh, Bunyashiri, đã được đưa đến Beshbalik, nơi thống đốc của Timur đóng quân. Timur ra lệnh cho thống đốc của mình đối đãi ông tử tế. Bunyashiri đã cải sang đạo Hồi khi ông sống tại kinh đô Samarkand của Timur, do đó biến Oljei Temür Khan trở thành một trong những vị quân chủ Mông Cổ cải đạo rất đáng chú ý sang đạo Hồi từ nhà Nguyên, vốn thuộc dòng dõi của Hốt Tất Liệt.

### Guilichi bãi bỏ quốc hiệu Đại Nguyên
Tuy nhiên, sự cai trị của Örüg Temür Khan Guilichi chỉ diễn ra trong một thời gian ngắn do ông đã thực hiện một số chính sách sai lầm nghiêm trọng. Đầu tiên là ông ta thay thế tước vị Hãn Mông Cổ bằng Hãn Thát Đát, xa lánh nhiều gia tộc Mông Cổ khác không phải là Thát Đát. Thứ hai là Orüg Temür Khan Guilichi đã bãi bỏ quốc hiệu "Đại Nguyên" (tên chính thức của nhà Nguyên trước đây), bởi vì ông cần thể hiện những cử chỉ thân thiện và phụ thuộc đối với nhà Minh để có thể củng cố quyền lực của mình và chinh phục các gia tộc Mông Cổ khác. Tuy nhiên, động thái này là hoàn toàn không thể chấp nhận được đối với hầu hết nếu không phải là tất cả những người Mông Cổ muốn lấy lại vinh quang trước đây và chiếm lại Trung Quốc đại lục bằng cách đánh bại nhà Minh, vốn khởi đầu là cuộc khởi nghĩa Khăn Đỏ chống lại nhà Nguyên.

## Sự trỗi dậy của Bunyashiri
Nắm bắt cơ hội, Bunyashiri tuyên bố mình là Khả hãn mới với danh hiệu Öljei Temür (Өлзий төмөр) tại Beshbalik vào năm 1403 và hầu hết các gia tộc Mông Cổ đã sớm quy thuận về phía ông. Tướng Arughtai của bộ chỉ huy Asud thừa nhận sự tin tưởng tuyệt đối vào ông. Mối liên kết trực tiếp của Oljei Temür Khan Bunyashiri của dòng dõi Thành Cát Tư Hãn chỉ củng cố thêm vị trí của ông: mặc dù Örüg Temür Khan tuyên bố mình là Khả hãn, yêu sách của ông không được hầu hết các gia tộc Mông Cổ công nhận. Triều đình nhà Minh đẩy mạnh chiến thuật chia rẽ và cai trị Mông Cổ bằng cách phái một hoạn quan là Vạn An đến để giúp Bunyashiri. Örüg Temür Khan Guilichi đã sớm bị đánh bại và mặc dù con trai của Guilichi vẫn tiếp tục đấu tranh cho vị trí của Khả hãn cho đến khi ông ta qua đời vào năm 1425, họ không bao giờ có thể gây ra bất kỳ mối đe dọa nghiêm trọng nào đối với lực lượng của Bunyashiri, vì kẻ thù chính của chính quyền Bunyashiri là nhà Minh.
Năm 1409, triều đình nhà Minh ban cho các lãnh đạo Oirat danh hiệu vương (王; vua chư hầu hay thân vương), làm trầm trọng thêm cuộc xung đột Mông Cổ-Oirat. Oljei Temür Khan đã tấn công Liên minh Bốn Oirat nhưng thất bại trong việc khuất phục các đối thủ cứng đầu của mình.
Sau khi nghe tin một nhà cai trị thuộc dòng dõi Bột Nhi Chỉ Cân mới củng cố quyền lực của mình đối với những người Mông Cổ, hoàng đế Vĩnh Lạc sai sứ sang yêu cầu Öljei Temür Khan phải thần phục nhà Minh. Triều đình Mông Cổ đã quyết định từ chối yêu cầu thần phục và giam giữ sứ thần nhà Minh. Arughtai xử tử một sứ giả nhà Minh khác vào năm 1409. Một cuộc chinh phạt của nhà Minh do Khâu Phúc (丘福) lãnh đạo đã bị quân Mông Cổ đánh tan và Khâu Phúc cùng một số tướng chỉ huy khác đã mất mạng dưới tay Arughtai vào ngày 23 tháng 9 năm 1409.

## Chiến tranh với nhà Minh
Để đáp trả với thất bại của quân đội nhà Minh do Khâu Phúc lãnh đạo, Vĩnh Lạc đế giận dữ tập hợp một lực lượng nửa triệu quân sĩ để khởi động một chiến dịch chinh phạt Öljei Temür Khan Bunyashiri. Trước trận chiến, Öljei Temür Khan và Arughtai không thể thống nhất về kế hoạch hành động và chỉ đơn giản là di chuyển theo các hướng khác nhau. Arughtai quyết định rút quân về phía đông Mông Cổ trong khi Öljei Temür Khan Bunyashiri lui về phía tây và lập ordo (cung điện) của mình trên bờ sông Onon. Không may thay, quân đội của ông bất ngờ bị quân Minh tấn công tại đây, và nhà Minh đã giành chiến thắng vang dội khi gần như tiêu diệt toàn bộ lực lượng của ông vào ngày 15 tháng 6 năm 1410. Oljei Temür Khan Bunyashiri gần như không thể trốn thoát với cuộc sống của mình chỉ với bảy kỵ sĩ và con trai ông, tất cả những người còn lại đều đã chết. Ông đã cố gắng đến Hãn quốc Sát Hợp Đài nơi ông từng dung thân khi còn nhỏ. Tận dụng sai lầm của Khả hãn, thủ lĩnh Oirat, Mahamud, đã giết ông vào năm 1412 và đưa Khả hãn bù nhìn của mình, Delbeg (hoặc Dalbag), lên ngai vàng vào năm 1413. Cái chết của Oljei Temür Khan Bunyashiri đánh dấu sự suy tàn tạm thời của dòng họ Bột Nhi Chỉ Cân, và các bộ lạc Mông Cổ đã bắt đầu chiến đấu với nhau để giành quyền thống trị.